# Xã Fayal, Quận St. Louis, Minnesota
Xã Fayal (tiếng Anh: Fayal Township) là một xã thuộc quận St. Louis, tiểu bang Minnesota, Hoa Kỳ. Năm 2010, dân số của xã này là 1.809 người.